# Hossein Nasr
Hossein Nasr (Teheran, 7 aprile 1933) è un filosofo e insegnante iraniano, si occupa di studi islamici alla George Washington University; inoltre è autore di molti testi scolastici e articoli.
Nasr è un filosofo persiano e uno studioso di religione comparativa e scrive libri inerenti alle materie islamiche esoteriche, al sufismo, alla filosofia della scienza e alla metafisica.

## Biografia
Nasr è nato nel 1933 nel centrosud iraniano, in una famiglia originaria del Kashan. Il padre Seyyed Valliallah, fu un fisico vicino alla famiglia reale persiana, e uno dei fondatori della moderna educazione in Iran. Non mancano i parenti celebri e importanti anche dalla parte materna, quali ad esempio il filosofo Ramin Jahanbegloo.
Dopo aver effettuato i primi studi nelle scuole di Teheran, venne mandato negli Stati Uniti d'America all'età di tredici anni. Qui proseguì la sua carriera scolastica con risultati brillanti al punto da ottenere il premio di rendimento nella scuola superiore, che gli aprì le porte alla facoltà di fisica presso il MIT di Boston. Qui ebbe modo di studiare sotto Giorgio De Santillana e sotto altri prestigiosi docenti nelle discipline metafisiche e filosofiche. Dopo la laurea frequentò il master in geologia e geofisica.
All'età di venticinque anni Nasr, terminò di scrivere il suo primo libro Science and Civilization in Islam. La sua dissertazione per il dottorato è stata pubblicata nel 1964 dalla Harvard University Press con il titolo An Introduction to Islamic Cosmological Doctrines.
Alla fine degli anni sessanta è ritornato in Iran, dove ha ottenuto incarichi prestigiosi, interrotti dalla rivoluzione islamica che ha indotto Nasr a emigrare negli Stati Uniti.
Dopo essere ritornato in America, Nasr, ha offerto il suo contributo a molte università, tra le quali l'Università di Princeton e la University of Southern California, per pianificare ed espandere gli studi islamici e iraniani nell'ambito dei corsi accademici, oltre ad assumere l'incarico di docente presso la George Washington University.

## Opere e pensiero
Una delle tematiche ricorrenti, nelle opere di Nasr, è la relazione tra la scienza e la religione, in particolar modo quella islamica.
Se già la dissertazione per il dottorato verteva su questo tema, con le opere successive Nasr ha proseguito il suo percorso di esplorazione e di esposizione delle sue ricerche.
Con la prima opera, An Introduction to Islamic Cosmological Doctrines, ha descritto l'approccio allo studio della natura effettuato da tre grandi figure del mondo islamico, mentre nel successivo lavoro, Science and Civilization in Islam (1968), introduce il lettore al significato della scienza risolto attraverso il contesto della religione islamica.
Una delle sue opere più apprezzate e diffuse è stata Islamic Science: An Illustrated Study (1976), il primo libro che introduca alla scienza e alla filosofia attraverso illustrazioni e diagrammi.
Nei libri successivi Nasr ha ampliato ulteriormente il suo oggetto di indagine, inserendo un altro tema ricorrente: la relazione dell'uomo con la natura e la conseguente crisi spirituale dell'uomo moderno. Nasr si è soffermato sia sull'impatto devastante dell'uomo moderno sulla natura, sia sul fenomeno della secolarizzazione.
Per contrapporre a questa tendenza moderna una alternativa, Nasr ha quindi focalizzato la sua attenzione sulla scienza islamica che però non può prescindere dalla presenza di un elemento trascendentale, come è il Dio unito. In base a questo concetto l'unità della natura e dell'uomo deve essere considerata una premessa metafisica a priori, allo stesso modo dell'atto creativo divino da cui scaturiscono tutte le cose del mondo.
Nars tende a presentare una visione olistica dell'universo a cui corrisponde una epistemologia conseguente.
Nel presentare le scienze islamiche Nars ha chiarito le cause della loro mancata caduta nel riduzionismo, nel materialismo e nello scientismo, che sono rintracciabili nella componente teologica e nella visione gerarchica dell'universo.
Nasr, contemporaneamente, si è soffermato sugli elementi primari della scienza moderna, che egli individua nella dimenticanza di Dio dall'ordine naturale delle cose; nella meccanizzazione che ha imposto una visione del mondo sempre più simile ad una macchina; nell'utilizzo spinto del razionalismo e dell'empirismo come strumenti di ricerca della verità; nell'accettazione del dualismo cartesiano che prevede la distinzione fra il soggetto di indagine e l'oggetto; infine nell'utilizzo della natura come fonte di potere e di sfruttamento.

## Opere principali
Nasr è autore di oltre cinquanta libri e di cinquecento articoli sulle scienze islamiche, sulla religione e sulla società, in 4 lingue, tra le quali:
- Islam and the plight of Modern Man (1975)
- Ideals and Realities of Islam (1975)
- An Introduction to Islamic Cosmological Doctrines (1978)
- Living Sufism (1980)
- Knowledge and the Sacred (1981), online
- Islamic Life and Thought (1981)
- Islamic Art and Spirituality (1981)
- Sufi Essays (1991)
- The Need for a Sacred Science (1993)
- Religion and the Order of Nature (1996)
- Man and Nature: The Spiritual Crisis in Modern Man (1997)
- The Garden of Truth: The Vision and Promise of Sufism, Islam's Mystical Tradition (2007)
- The Essential Frithjof Schuon: Selected and Edited by Seyyed Hossein Nasr ISBN 0-941532-92-5
- Three Muslim Sages (il suo primo libro)
- An Introduction to Islamic Cosmological Doctrines ISBN 0-7914-1516-3
- Science and Civilization in Islam ISBN 1-930637-15-2
- Islamic Science: An Illustrated Study ISBN 1-56744-312-5
- Man and Nature ISBN 1-871031-65-6
- Religion and the Order of Nature ISBN 0-19-510274-6
- The Heart of Islam: Enduring Values for Humanity ISBN 0-06-009924-0
- Ideals and Realities of Islam
- Beacon of Knowledge - Essays in Honor of Seyyed Hossein Nasr (Fons Vitae libri) 2003 ISBN 1-887752-56-0
- History of Islamic Philosophy Parte I and Parte II Edito da Seyyed Hossein Nasr e Oliver Leaman
- Islamic Philosophy from its Origin to the Present: Philosophy in the Land of Prophecy ISBN 0-7914-6799-6
- The Essential Seyyed Hossein Nasr (World Wisdom)  ISBN 978-1-933316-38-3

Nasr ha offerto il suo contributo con un considerevole numero di articoli pubblicati sul giornale Studies in Comparative Religion.